# Westall Group/The Mangue
Westhall Group/The Mangue es una localidad de Santa Lucía que forma parte del distrito de Vieux Fort.